# Tureckie lustro
Tureckie lustro (węg. Török tükör) – powieść wydana w 2009 roku, węgierskiego pisarza Viktora Horvátha.  Opowieść o przygodach tureckiego szlachcica w osadzona w XVI wieku na południowych ziemiach Węgier znajdujących się pod panowaniem tureckiego sułtana Sulejmana II Wspaniałego. Książka zdobyła prestiżową Nagrodę Literacką Unii Europejskiej w 2012 roku.  

## Fabuła
Głównym bohaterem powieści jest Isa, turecki szlachcic, przybrany syn Derwisza – beja miasta Pecz, w którego okolicach rozgrywa się większa część akcji. Dzieje Isy śledzimy od momentu jego narodzin aż po późną starość. Na samym początku powieści Isa jest kimś w rodzaju antybohatera. Posiada wiele wad, jest impulsywny i porywczy, wciąż szuka okazji do bójek i prowokuje konflikty. Nieustannie pakuje się w kłopoty, za co jest karany przez swego opiekuna. Chciwość i żądza złota prowadzą go do rabunku. Jednak wydarzenia, w których Isa uczestniczy, przygody, które przeżywa sprawiają, że z czasem dojrzewa. Pokonuje kolejne przeszkody, przy okazji zdobywając wiedzę i mądrość. To archetypiczna wręcz przemiana bohatera, nakreślona w bardzo wiarygodny sposób. Bohater, choć początkowo tak niedoskonały, wzbudza sympatię a motywacje i pragnienia Isy są na tyle uniwersalne, że czytelnik może się z nim identyfikować i patrzeć na świat jego oczami. 
Isa jest nie tylko protagonistą, ale także narratorem powieści i to z jego perspektywy obserwujemy całą historię. Fakt ten jest niezwykle ważny dla odbioru całej powieści, ponieważ dzięki temu czytelnik może spojrzeć na europejską kulturę oczami muzułmańskich najeźdźców. Wyróżnia to książkę na tle innych powieści historyczno-przygodowych, opowiadających na ogół o walce z najeźdźcą z perspektywy właśnie europejskiego obrońcy. Wartka akcja rozgrywa się na tle panoramy Węgier okupowanych przez Imperium Osmańskie, gdzie zmieniają się realia życia w podbitych miastach a kościoły zamieniono na meczety.  
Tureckie listo nie jest powieścią czysto historyczną. To próba połączenia faktów historycznych, podań i legend zarówno węgierskich, jak i muzułmańskich w opowieść o życiu człowieka i o zmieniającym się wokół niego świecie. Narratorem, który spisuje historię swojego ziemskiego losu, jest Isa, syn Jusufa. Pisze ją w roku 1599, spoglądając krytycznie na lata minione i myśląc już o zbliżającej się śmierci. 